# Strongbow

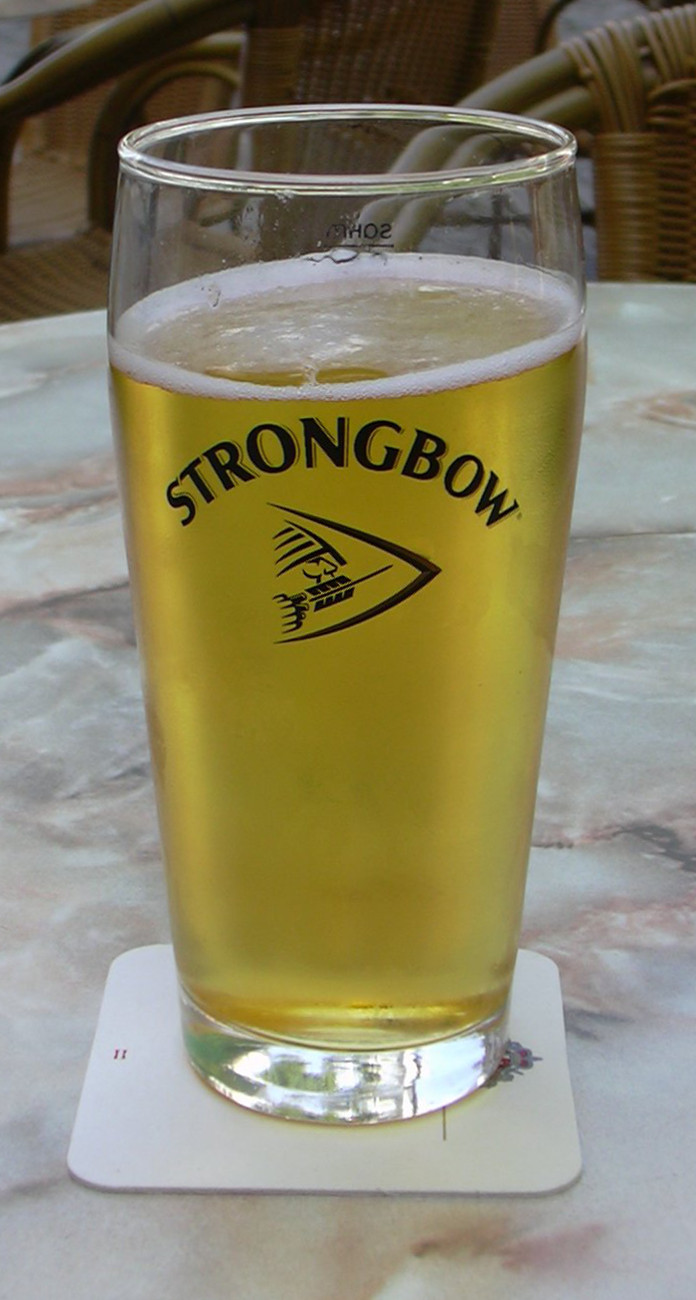
Een pint Strongbow cider

Strongbow is een merknaam van cider. Het merk is sinds 2008 eigendom van Heineken.

## Geschiedenis
Strongbow is vernoemd naar Richard de Clare, wiens bijnaam Strongbow was. Die naam kreeg hij tijdens de oorlog die Richard de Clare vocht in Ierland, waar hij gebruik maakte van bogen, terwijl de Ieren veel gebruik maakten van speren. Het cidermerk werd in 1962 in de markt gezet door Bulmer uit Hereford in Engeland. Dit bedrijf kwam in 2003 in handen van Scottish & Newcastle waarvan de tak die cider produceert op haar beurt in 2008 eigendom werd van het Heineken concern.

## Nederland
In Nederland werd Strongbow Gold in 2009 door Heineken op de markt gebracht. Het was onder andere verkrijgbaar in flesjes van 275 ml en had een alcoholpercentage van 5%. Het was geen succes en in 2016 lanceerde Heineken een nieuw cidermerk, Apple Bandit.